# Кирюшин, Алексей Дмитриевич
Алексей Дмитриевич Кирюшин — советский хозяйственный, государственный и политический деятель, Герой Социалистического Труда.

## Биография
Родился в 1923 году в селе Криуша Рязанского уезда. Член КПСС с 1944 года.
Участник Великой Отечественной войны, командир отделения в составе 50-го отдельного мото-понтонного мостового батальона 38-й армии. С 1945 года — на хозяйственной, общественной и политической работе. В 1945—1977 гг. — старший зоотехник совхоза, заведующий отделом Клепиковского райкома ВКП(б) Рязанской области, председатель колхоза имени Куйбышева в селе Перекали Рыбновского района Рязанской области
Указом Президиума Верховного Совета СССР от 8 января 1960 года присвоено звание Героя Социалистического Труда с вручением ордена Ленина и золотой медали «Серп и Молот».
Избирался депутатом Верховного Совета СССР 6-го созыва.
Умер в 1977 году.